# Cuô
Cuô é uma cidade e comuna rural da circunscrição de Cutiala, na região de Sicasso ao sul do Mali.